# Incarnationis Mysterium
Incarnationis mysterium (en español, el Misterio de la Encarnación ) es una bula papal de Juan Pablo II que proclamó en el Gran Jubileo 2000 (Año Santo 2000), que fue expedido el 29 de noviembre de 1998. Un apéndice de la bula contenía las instrucciones para obtener indulgencias jubilares.

## Año Santo 2000
Con esta bula se anunció oficialmente el Año Santo 2000 y el horario de apertura de la Puerta Santa en la Basílica de San Pedro durante el día de Navidad el 24 de diciembre de 1999 hasta el cierre de la misma puerta en la Fiesta de la Epifanía el 6 de enero de 2001. Este año santo 2000 se llevó a cabo bajo el lema: "Cristo ayer, hoy y siempre", de la Epístola a los Hebreos.